# Ditegli sempre di sì
Ditegli sempre di sì, conosciuta fino al 1932 come Chill'è pazzo! è una commedia in due atti scritta da Eduardo De Filippo nel 1927; dalla terza edizione del 1962 è contenuta nella raccolta intitolata Cantata dei giorni pari.
Un'erronea stampa nell'edizione della Cantata del 1962, curata dallo stesso Eduardo, ne colloca la data di composizione al 1932, che è invece la data di rappresentazione. Nell'edizione del 1971, sempre a cura del drammaturgo, viene correttamente riportato il 1927 come data di stesura.

## Storia
La commedia fu scritta da Eduardo per Vincenzo Scarpetta l'anno precedente la data della prima messa in scena, che avvenne proprio ad opera di Scarpetta il 7 aprile 1928 presso il Teatro Manzoni di Roma. Il titolo originale era Chill'è pazzo! e aveva come protagonista la maschera scarpettiana Felice Sciosciammocca.
La riproposizione da parte della compagnia Teatro Umoristico I De Filippo fu invece del 1932 per la regia di Eduardo, al Teatro Nuovo di Napoli, con il titolo definitivo Ditegli sempre di sì, con un minor numero di personaggi e l'intreccio più snello. Nella commedia recitavano, oltre ai tre fratelli De Filippo, tra gli altri, anche Tina Pica e Dolores Palumbo. La commedia, dopo la tournée del 1932 che toccò Milano e Roma, venne riproposta il 12 ottobre 1955 al Teatro Eliseo di Roma.
Successivamente lo stesso Eduardo curò un adattamento per la televisione, trasmesso l'8 gennaio 1962 dal Secondo Programma della Rai. 
Altra importante rappresentazione per Ditegli sempre di sì, quella della compagnia di Luca De Filippo che la porta in scena alla Biennale Teatro '82 a Venezia ed anche qui la regia è firmata da Eduardo stesso, mentre la parte che fu sua nelle precedenti rappresentazioni (quella di Michele Murri) viene interpretata da Luca.
Ulteriori rappresentazioni si ebbero nella stagione 1997-98 per la regia di Luca De Filippo e, all'estero, a Los Angeles, nel 1997.

## Trama

### Atto I
Michele Murri, commerciante di Napoli, ha trascorso un anno in manicomio dopo essere impazzito; in sua assenza, la sorella Teresa ha affittato la sua camera a Luigi Strada, uno scapestrato attore in cerca di fortuna. Il dottor Croce, che ha seguito il caso di Michele, lo rimanda improvvisamente a casa ritenendo l'uomo ormai guarito: nell'affidarne le cure a Teresa, tuttavia, gli dice che il suo equilibrio psichico è molto labile, pertanto sarà bene assecondare il più possibile quello che egli dice. Per non compromettere gli affari di Michele, inoltre, Teresa decide di non rivelare agli amici di famiglia il reale motivo dell'allontanamento, e finge che Michele sia tornato da un lungo viaggio.
Una volta giunto a casa, in effetti, Michele sembra star bene, ancorché scosso dalla traumatica esperienza in manicomio; pian piano, tuttavia, l'ambiguità di alcune situazioni tipiche del perbenismo borghese iniziano a far vacillare l'equilibrio psichico dell'uomo, che prende a combinare danni sempre più seri: egli prende infatti alla lettera qualsiasi cosa gli venga detta, comprende le situazioni in maniera errata e confonde nomi e persone. Inizialmente le uniche conseguenze sono simpatiche schermaglie con Luigi a proposito della recitazione di quest'ultimo, ma più in là i danni saranno ben peggiori.
Per prima cosa, Michele mal interpreta le parole accondiscendenti di Teresa e si convince che la donna voglia sposare il padrone di casa, don Giovanni: l'uomo, a sua volta invaghitosi di lei, rimane deliziato di questa notizia e inizia a farle mille moine. Incontra poi Ettore, uno scalcinato truffatore che ha contratto un forte debito: Michele capisce invece che il ragazzo abbia vinto una gran somma di denaro al lotto, e lo riferisce alla di lui fidanzata Olga, la quale si illude di poter finalmente sposare il suo amato. Infine, dopo un dialogo con l'amico di famiglia Vincenzo, si convince che questi sia morto (in base a un commento sarcastico avanzato dallo stesso Vincenzo), pertanto scrive un telegramma ad Attilio, fratello di Vincenzo: i due non si parlano da anni in seguito a uno screzio, e Michele ritiene giusto informarlo della disgrazia in realtà mai avvenuta.

### Atto II
Michele ha eluso la sorveglianza di Teresa e si è recato alla villa in campagna di Vincenzo, del quale si festeggia il compleanno; sono presenti anche Saveria, moglie dell'uomo, don Giovanni con la figlia Evelina e Luigi, il quale, innamorato della ragazza, si è autoinvitato alla festa nella speranza di poterla corteggiare. Per far colpo su di lei, Luigi si lancia nella recita di una poesia di sua creazione, ma Michele, già frastornato da quanto accaduto nell'atto precedente, prende alla lettera le figure retoriche e criticandole mette in luce l'incosistenza del componimento. La conversazione viene interrotta dall'arrivo di una corona di fiori inviata da Attilio per il presunto funerale di Vincenzo: questi crede che si tratti di uno scherzo di pessimo gusto, pertanto quando lo stesso fratello si presenta alla sua porta i due cominciano a litigare; grazie all'intervento di Michele, tuttavia, finiscono per riappacificarsi una volta per tutte.
Approfittando dell'assenza dei padroni di casa, Luigi corteggia Evelina, ma la ragazza non può cedere poiché il padre le impedirebbe di frequentare un giovane spiantato. Evelina si confida poi con donna Saveria, la quale a sua volta riferisce tutto a Michele. L'uomo, sempre più sull'orlo della follia, identifica se stesso con Luigi, e le racconta che il giovane è appena uscito dal manicomio dove ha trascorso un anno. Questo getta l'intero gruppo nello scompiglio e tutti si rivoltano contro il povero, incolpevole Luigi.
In seguito a una serie di peripezie, Luigi rimane solo con Michele: l'uomo, ormai di nuovo fuori di sé, gli si rivolge chiamandolo col proprio nome e dice di essere un celebre medico indiano in grado di curare tutte le forme di pazzia; si appresta poi a decapitarlo per guarirlo definitivamente, in base all'assunto:
(Michele Murri, Ditegli sempre di sì)
Il giovane viene salvato in extremis dall'intervento di Teresa, giunta alla villa dopo essersi accorta della fuga del fratello. Teresa non può far altro che rivelare a tutti gli amici la verità sulle condizioni di Michele e chiedere perdono per tutti i guai da lui combinati. Michele, sempre rivolgendosi a Luigi come a se stesso, gli suggerisce malinconicamente di tornare al manicomio per non dar più pena ad amici, parenti e alla società in generale, lasciando intendere che questo sarà in realtà il proprio destino. Mentre Teresa e Michele si allontanano, tutti i presenti si accorgono dell'ultima bravata dell'uomo: prendendo alla lettera un commento di Attilio, che lamentava la scarsa praticità dei bottoni, li ha tagliati tutti dalle giacche dei presenti.